# Emilius Hopkinson
Emilius R. Hopkinson, CMG, DSO (* 31. März 1869; † 11. Juni 1951 in Balcombe, West Sussex, England) war ein britischer Verwaltungsbeamter in der Kolonie Gambia.

## Leben
Hopkinson war der Sohn von Jonathan Hopkinson (1811–1882) und Emily Elizabeth, geborene Cutbill (1838–1926). Er wurde in Haileybury ausgebildet, absolvierte das Trinity College in Oxford und schloss seine medizinische Ausbildung am St Thomas’ Hospital in London ab.
Von 1900 bis 1901 war er Sanitätsoffizier und Chirurgkapitän im 15. Bataillon der Imperial Yeomanry in Südafrika, wo er in Depeschen erwähnt wurde und mit der Queen’s Medal mit vier clasps und dem DSO ausgezeichnet (1900) wurde. Von 1901 bis 1929 diente er im Gambia-Protektorat, von 1901 bis 1911 als medizinischer Offizier und dann ab 1911 bis 1929 als Travelling Commissioner (heutiger Titel: Gouverneur) und wurde 1922 mit dem CMG ausgezeichnet.
Er interessierte sich für Vögel und Vogelzucht und brachte bei Urlaub lebende Exemplare mit. Nach seiner Pensionierung reiste er bis zum Beginn des Zweiten Weltkriegs jeden Winter, um Vogelzüge in Westafrika zu studieren und wärmere Gefilde zu besuchen.
Sein Freund David Bannerman benannte 1930 eine in Gambia gefundene Unterart des Ahantafrankolins Pternistis ahantensis hopkinsoni nach ihm.
Er starb 1951 in seinem Haus in Balcombe, West Sussex, England.

## Werke
- Emilius Hopkinson: A Vocabulary of the Mandingo Language. 1912 (englisch).
- Emilius Hopkinson: A List of the Birds of Gambia. 1919 (englisch).
- Emilius Hopkinson: Notes on Protectorate Laws, Gambia. 1925 (englisch).
- Emilius Hopkinson: Records of Birds Bred in Captivity. H. F. & G. Witherby, 1926 (englisch).
- Emilius Hopkinson: Mandingo vocabulary with addenda. 1928 (englisch).